# Michael Davitt
Michael Davitt (nombre irlandés Mícheál Mac Dáibhéid) (25 de marzo de 1846- 30 de mayo de 1906) fue un revolucionario irlandés, activista y político nacionalista, fundador de la Irish Land League
- Datos: Q1387994
- Multimedia: Michael Davitt / Q1387994